# Nord (1898)
„Nord” – francuski bocznokołowiec, w okresie I wojny światowej w służbie Marine nationale jako krążownik pomocniczy i tender wodnosamolotów.  Był to jeden z nielicznych (wraz z bliźniaczym „Pas-de-Calais”, angielskimi HMS „Brocklesby” i HMS „Killingholme” oraz amerykańskimi USS „Sable” i USS „Wolverine”) bocznokołowców używanych jako okręty lotnicze.

## Historia
Wodowane w 1899 „Nord” i „Pas-de-Calais” zostały zbudowane dla firmy Cie Chemins de Fer du Nord jako promy pływające w kanale La Manche.
Po wybuchu pierwszej wojny światowej „Nord” został włączony do Marine nationale jako lekki krążownik pomocniczy.  W październiku 1914 „Nord” został wypożyczony dla brytyjskiej Royal Navy, gdzie służył jako okręt szpitalny.
Zwrócony Francji, 26 czerwca 1916 „Nord” wszedł do służby jako tender wodnosamolotów.  Wyposażenie lotnicze „Norda” stanowiły zazwyczaj dwa, czasami trzy, wodnosamoloty typu F.B.A. C, stacjonował w Dunkierce patrolując okoliczne wody.
Po zakończeniu wojny „Nord” został zwrócony właścicielowi, jego dalszy los nie jest znany.